# コマニの文化的景観
コマニの文化的景観（コマニのぶんかてきけいかん、英語: ǂKhomani Cultural Landscape、フランス語: Paysage culturel des ǂKhomani）は、南アフリカ、ボツワナ、ナミビアの境界にある遺跡や文化的景観を示す。

## 概要
南アフリカ北部、ボツワナ・ナミビア国境に広がる「カラハリ・ゲムズボック国立公園」を含み、砂漠やサバンナなどの過酷な環境の中、狩猟採集生活を送ってきたサン人（コマニ人）の石器時代以来の生活の様子を伝える遺跡や文化的景観が広がっている。サン人は南部アフリカのカラハリ砂漠に住む狩猟採集民族で「地球最古の人類」とも呼ばれている。

## 歴史
この場所には、石器時代以来の人間にした痕跡が残っている。彼らの知識によって砂漠の生活条件に適応した遊牧民が関連している。
2017年、ポーランド・クラクフで開催された第41回世界遺産委員会において「コマニの文化的景観」が、南アフリカの世界文化遺産として登録された。

## 登録基準
この世界遺産は世界遺産登録基準のうち、以下の条件を満たし、登録された（以下の基準は世界遺産センター公表の登録基準からの翻訳、引用である）。
- (5) ある文化（または複数の文化）を代表する伝統的集落、あるいは陸上ないし海上利用の際立った例。もしくは特に不可逆的な変化の中で存続が危ぶまれている人と環境の関わりあいの際立った例。
- (6) 顕著で普遍的な意義を有する出来事、現存する伝統、思想、信仰または芸術的、文学的作品と直接にまたは明白に関連するもの（この基準は他の基準と組み合わせて用いるのが望ましいと世界遺産委員会は考えている）。